# Stolearove, Lîpova Dolîna
Stolearove (în ucraineană Столярове) este un sat în comuna Panasivka din raionul Lîpova Dolîna, regiunea Sumî, Ucraina.

## Demografie
Componența lingvistică a localității Stolearove
     Ucraineană (98,01%)
     Rusă (1,99%)
Conform recensământului din 2001, majoritatea populației localității Stolearove era vorbitoare de ucraineană (98,01%), existând în minoritate și vorbitori de rusă (1,99%).